# Gornje Snagovo
Gornje Snagovo (cyr. Горње Снагово) – wieś w Bośni i Hercegowinie, w Republice Serbskiej, w mieście Zvornik. W 2013 roku liczyła 842 mieszkańców.